# Basler Brot

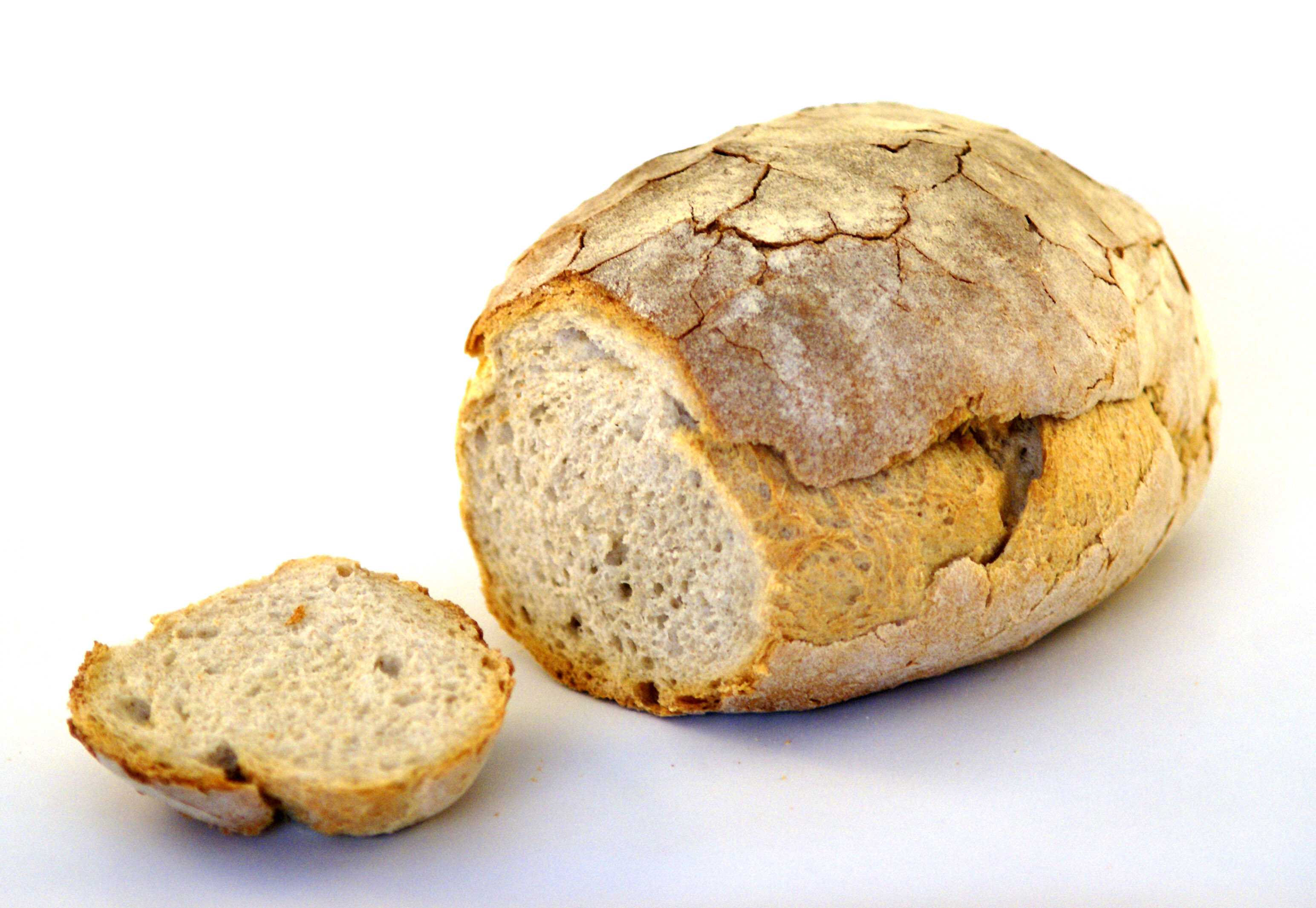
Halbweisses Basler Brot, aufgeschnitten, 250 g

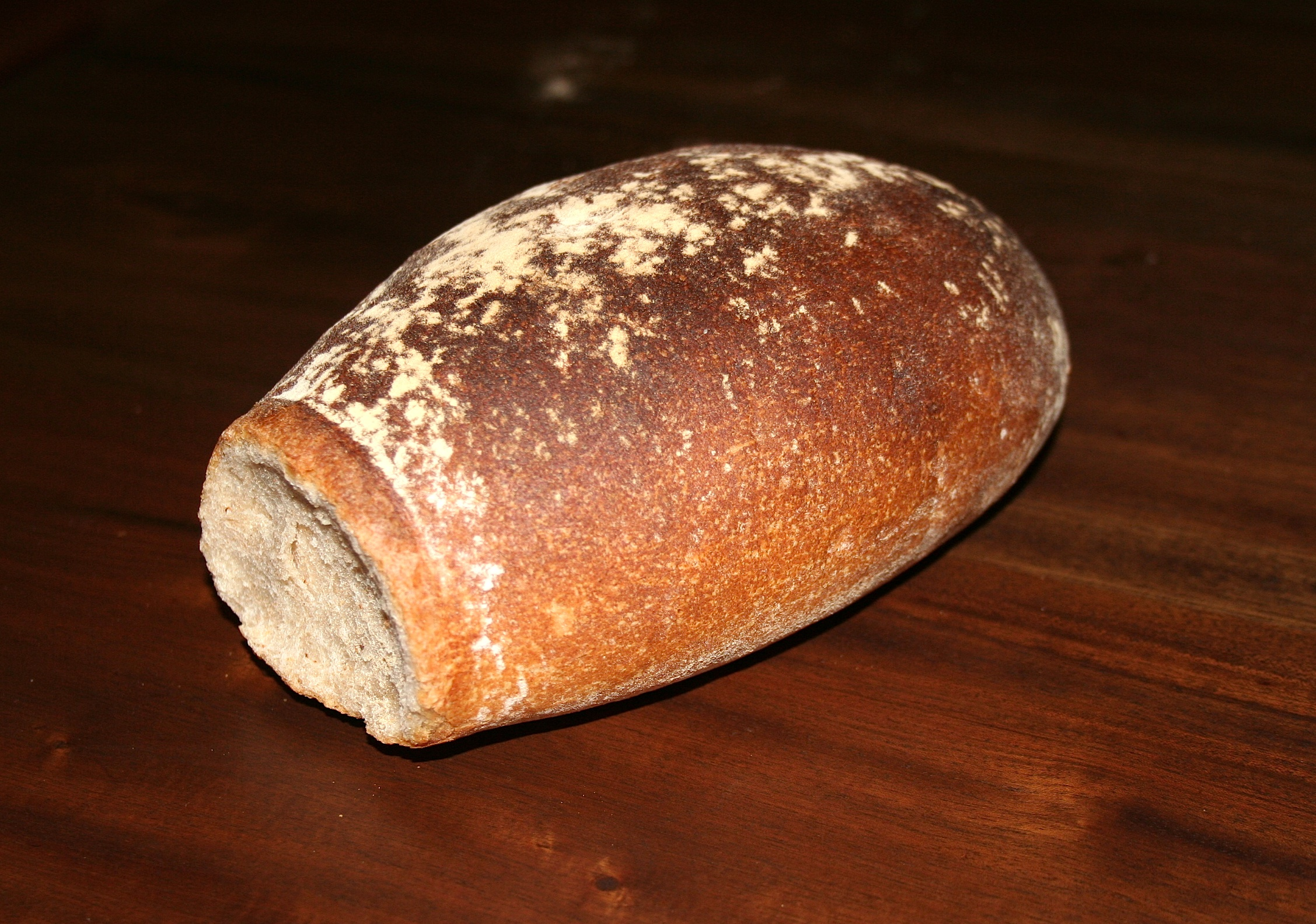
Dunkles Basler Brot, 250 g

Das Basler Brot (in Basel: Basler Laibli) ist ein Brot aus Hefeteig. Es ist eine der beliebtesten Brotsorten in der Schweiz und eine der wenigen Schweizer Brotsorten, die über die Sprachgrenzen hinaus verbreitet sind. 
Das Basler Brot ist ein länglich-ovaler Laib. Charakteristisch ist seine weiche Krume mit grossen, unregelmässigen Poren und eine knusprige, bemehlte dunkle Kruste ohne Einschnitte.
Basler Brot wird aus einem weichen Hefeteig mit sehr hohem Wassergehalt hergestellt. Das Weizenmehl kann Ruchmehl oder Halbweissmehl sein. Die Laibe werden nach dem Gehenlassen nur leicht geformt und in Mehl gewendet, um die Struktur des Teigs locker zu lassen. Beim Backen werden zwei Laibe mit den Stirnseiten zusammengefügt. Das Backen erfolgt in einem sehr heissen Ofen. Anfänglich sorgt Dampf dafür, dass sich die Kruste nicht zu stark ausbildet.
Basler Brot wird in Laiben von 500 Gramm und 1 Kilogramm angeboten, in Bäckereien oft auch in Laiben von 250 Gramm, manchmal auch in Laiben von 400 Gramm.

## Weblink
- Basler Brot in der Datenbank von Kulinarisches Erbe der Schweiz